# Choi Sung-Won
Choi Sung-Won (29 de enero de 1978) es un deportista surcoreano que compitió en judo. Ganó una medalla de plata en el Campeonato Asiático de Judo de 2001 en la categoría de +100 kg.

## Palmarés internacional
| Campeonato Asiático | Campeonato Asiático   | Campeonato Asiático | Campeonato Asiático |
| Año                 | Lugar                 | Medalla             | Categoría           |
| ------------------- | --------------------- | ------------------- | ------------------- |
| 2001                | Ulán Bator (Mongolia) | Medalla de plata    | +100 kg             |